# وايتهاوس (أوهايو)
وايتهاوس (بالإنجليزية: Whitehouse, Ohio)‏ هي منطقة سكنية تقع في الولايات المتحدة في مقاطعة لوكاس، أوهايو. يقدر عدد سكانها بـ 4,149 نسمة ومساحتها 11.11 كم2 .

## التركيبة السكانية
قام مكتب تعداد الولايات المتحدة بتحديد بيانات التركيبة السكانية لوايتهاوس في تعداد الولايات المتحدة. في ما يلي، التركيبة السكانية حسب تعدادي 2000 و2010.

### تعداد عام 2000
بلغ عدد سكان وايتهاوس 2,733 نسمة بحسب تعداد عام 2000، وبلغ عدد الأسر 1,036 أسرة وعدد العائلات 762 عائلة مقيمة في القرية. في حين سجلت الكثافة السكانية 791.2 نسمة لكل ميل مربع (305.5/كم2). وبلغ عدد الوحدات السكنية 1,063 وحدة بمتوسط كثافة قدره 307.7 نسمة لكل ميل مربع (118.8/كم2).
وتوزع التركيب العرقي للقرية بنسبة 98.46% من البيض و 0.11% من الأمريكيين الأصليين و 0.26% من الأمريكيين ذوي الأصول الآسيوية و 0.04% من سكان جزر المحيط الهادئ و 0.11% من الأمريكيين الأفارقة و 0.40% من عرقين مختلطين أو أكثر.
بلغ عدد الأسر 1,036 أسرة كانت نسبة 35.8% منها لديها أطفال تحت سن الثامنة عشر تعيش معهم، وبلغت نسبة الأزواج القاطنين مع بعضهم البعض 61.8% من أصل المجموع الكلي للأسر، ونسبة 9.2% من الأسر كان لديها معيلات من الإناث دون وجود شريك، وكانت نسبة 26.4% من غير العائلات. تألفت نسبة 23.4% من أصل جميع الأسر من أفراد ونسبة 9.4% كانوا يعيش معهم شخص وحيد يبلغ من العمر 65 عاماً فما فوق. وبلغ متوسط حجم الأسرة المعيشية 3.07، أما متوسط حجم العائلات فبلغ 2.59.
بلغ العمر الوسطي للسكان 40 عاماً. وكانت نسبة 26.5% من القاطنين تحت سن الثامنة عشر، وكانت نسبة 7.1% بين الثامنة عشر والأربعة وعشرون عاماً، ونسبة 26.7% كانت واقعةً في الفئة العمرية ما بين الخامسة والعشرون حتى والأربعة وأربعون عاماً، ونسبة 27.4% كانت ما بين الخامسة والأربعون حتى الرابعة والستون، ونسبة 12.3% كانت ضمن فئة الخامسة والستون عاماً فما فوق. يوجد لكل 100 أنثى 94.7 ذكر، ويوجد لكل 100 أنثى في الثامنة عشر من عمرها فما فوق 91.8 ذكر.
بلغ متوسط دخل الأسرة في القرية 52,037 دولار، أما متوسط دخل العائلة فبلغ 66,050 دولار. وكان متوسط دخل الذكور 43,438 دولار مقابل 30,882 دولار للإناث. وسجل دخل الفرد الخاص بالقرية 22,964 دولار. وكانت نسبة 2.1% من العائلات ونسبة 2.6% من السكان تحت خط الفقر، وكان من هؤلاء نسبة 1.9% تحت سن الثامنة عشر ونسبة 8.2% في الخامسة والستين من العمر وما فوق.

### تعداد عام 2010
بلغ عدد سكان وايتهاوس 4,149 نسمة بحسب تعداد عام 2010، وبلغ عدد الأسر 1,524 أسرة وعدد العائلات 1,145 عائلة مقيمة في القرية. في حين سجلت الكثافة السكانية 967.1 نسمة لكل ميل مربع (373.4/كم2). وبلغ عدد الوحدات السكنية 1,591 وحدة بمتوسط كثافة قدره 370.9 لكل ميل مربع (143.2/كم2).
وتوزع التركيب العرقي للقرية بنسبة 96.4% من البيض و 0.2% من الأمريكيين الأصليين و 0.6% من الأمريكيين ذوي الأصول الآسيوية و 0.9% من الأمريكيين الأفارقة و 1.2% من عرقين مختلطين أو أكثر.
بلغ عدد الأسر 1,524 أسرة كانت نسبة 38.6% منها لديها أطفال تحت سن الثامنة عشر تعيش معهم، وبلغت نسبة الأزواج القاطنين مع بعضهم البعض 61.2% من أصل المجموع الكلي للأسر، ونسبة 9.7% من الأسر كان لديها معيلات من الإناث دون وجود شريك، بينما كانت نسبة 4.3% من الأسر لديها معيلون من الذكور دون وجود شريكة وكانت نسبة 24.9% من غير العائلات. تألفت نسبة 21.4% من أصل جميع الأسر من أفراد ونسبة 9.3% كانوا يعيش معهم شخص وحيد يبلغ من العمر 65 عاماً فما فوق. وبلغ متوسط حجم الأسرة المعيشية 3.11، أما متوسط حجم العائلات فبلغ 2.67.
بلغ العمر الوسطي للسكان 39 عاماً. وكانت نسبة 27.9% من القاطنين تحت سن الثامنة عشر، وكانت نسبة 6.1% بين الثامنة عشر والأربعة وعشرون عاماً، ونسبة 24.6% كانت واقعةً في الفئة العمرية ما بين الخامسة والعشرون حتى والأربعة وأربعون عاماً، ونسبة 29.6% كانت ما بين الخامسة والأربعون حتى الرابعة والستون، ونسبة 12% كانت ضمن فئة الخامسة والستون عاماً فما فوق. وتوزع التركيب الجنسي للسكان بنسبة 48.6% ذكور و51.4% إناث.

## الموقع الجغرافي
الموقع الجغرافي للمناطق المحيطة بهذه النقطة هو كالتالي: